# Argyra argentata
Argyra argentata är en tvåvingeart som beskrevs av Macquart 1834. Argyra argentata ingår i släktet Argyra och familjen styltflugor.
Artens utbredningsområde är Frankrike. Inga underarter finns listade i Catalogue of Life.